# Chakhmatovo

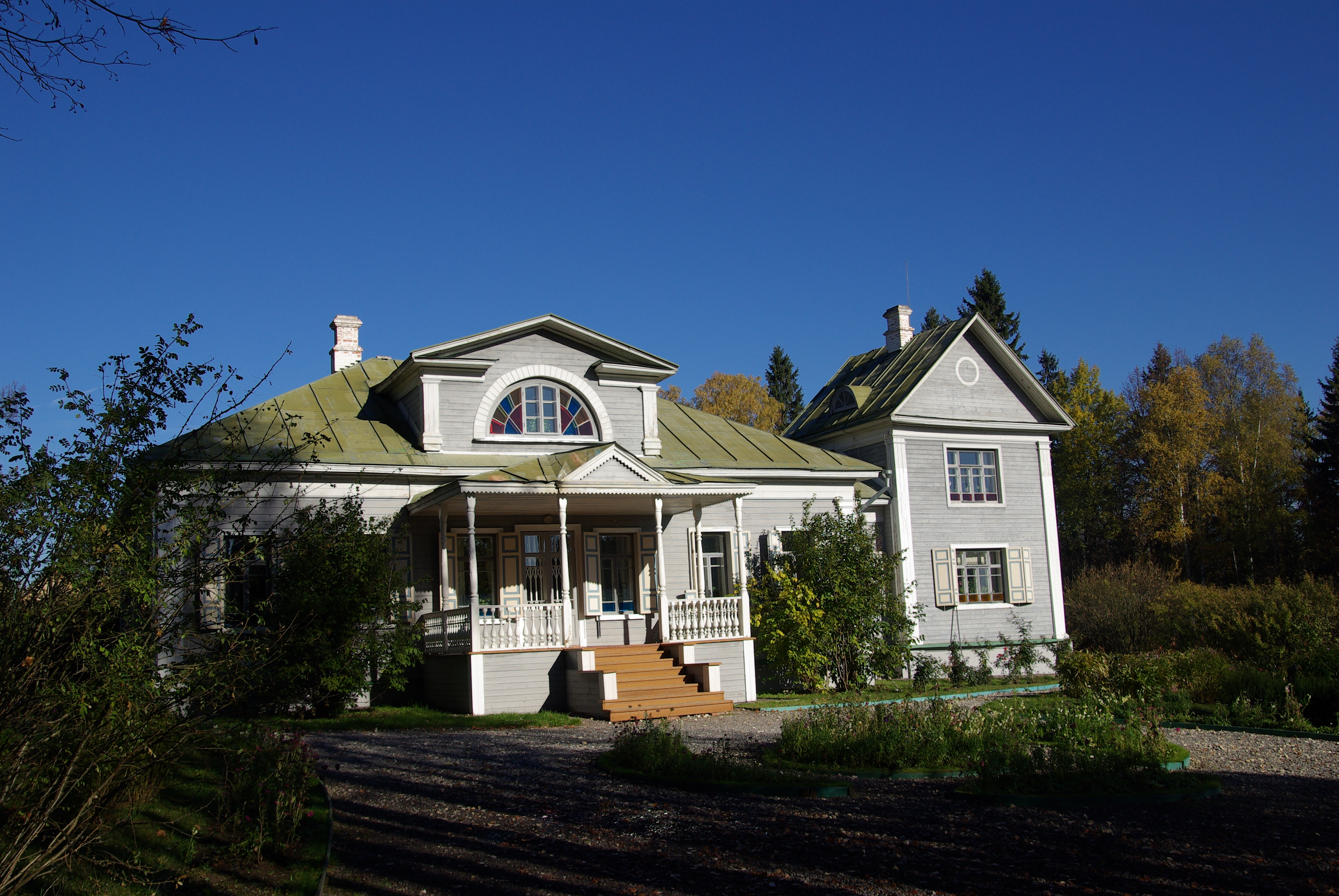
Façade de la maison de Chakhmatovo

Le domaine de Chakhmatovo (Шахматово), devenu musée national historico-littéraire et réserve naturelle A. A. Blok (Государственный историко-литературный и природный музей-заповедник А. А. Блока), est l'ancienne maison de campagne de la famille du professeur Andreï Békétov, grand-père maternel du poète Alexandre Blok, qui passait ici en famille ses vacances d'été et de fréquents séjours. Le domaine se trouve aujourd'hui dans les limites de la municipalité de Solnetchnogorsk à une cinquantaine de kilomètres de Moscou dans l'oblast de Moscou. Son nom provient du russe chakhmaty qui signifie jeu d'échecs.

## Historique

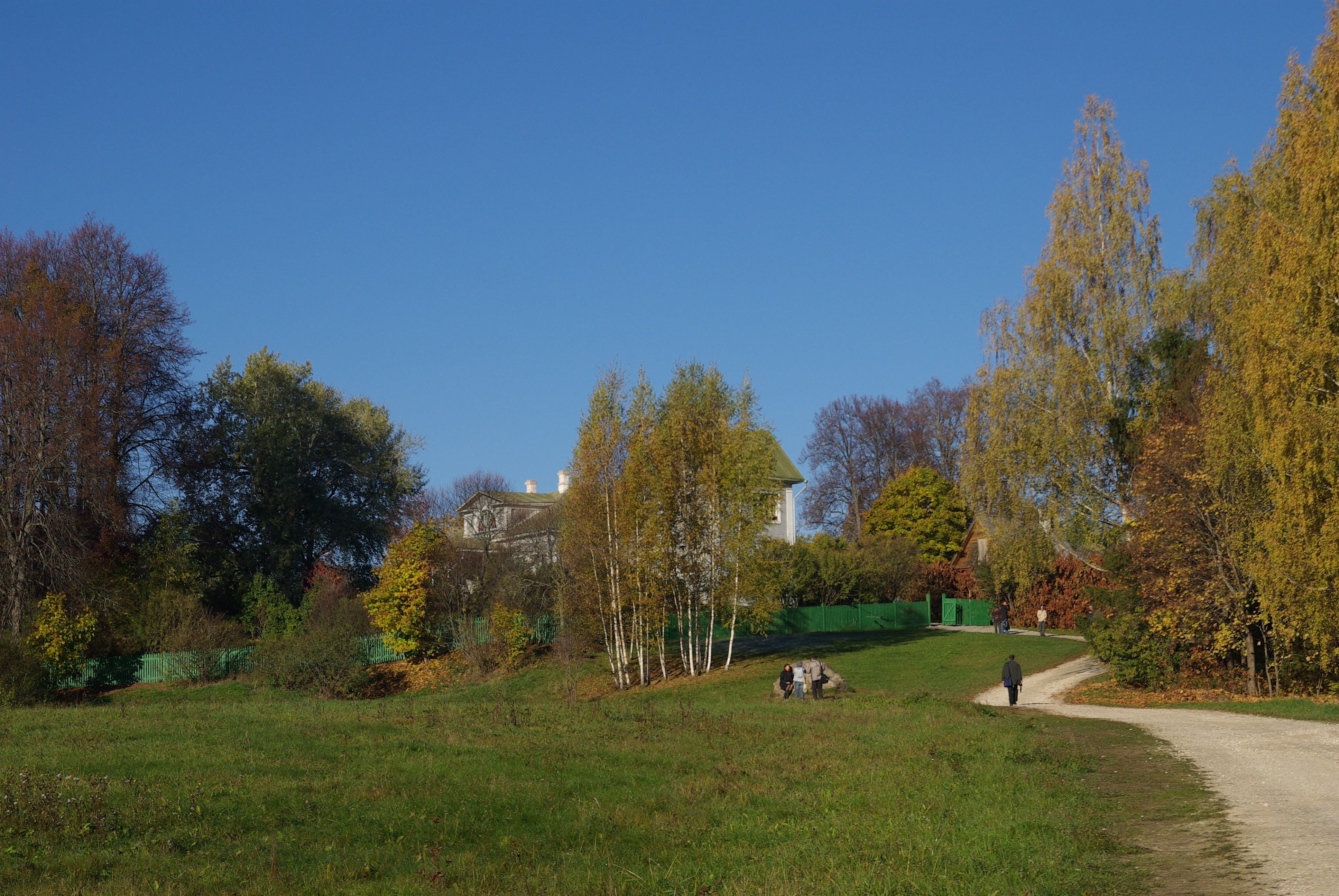
Vue des alentours de la maison

Cette maison de bois a été acquise en 1874 par le professeur Békétov (à huit kilomètres de celle de Boblovo où habitait son ami le professeur Dmitri Mendeleïev) pour s'y reposer en vacances. Les deux familles se voyaient souvent et Alexandre Blok qui jouaient des pièces de théâtre d'amateurs avec Lioubov Mendeleïeva (la fille du chimiste) finit par l'épouser en 1903 à l'église Saint-Michel-Archange du village de Tarakanovo à quelques kilomètres.
Les membres de la famille Békétov et de leurs amis s'y retrouvaient pendant la belle saison. Alexandre Blok y passa tous ses étés entre 1881 et 1916. Il évoque Chakhmatovo à de nombreuses reprises dans sa correspondance et dans certains de ses poèmes comme «На железной дороге», «Всё это было, было, было». Elle a été reconstruite en 1910 par le poète et a souffert d'un incendie par les paysans des environs en 1921. Le domaine a toujours été un lieu de pèlerinage des admirateurs du poète pendant la période soviétique.
Le musée littéraire fondé à la mémoire du poète a été inauguré le 16 septembre 1981. Il comprend également un terrain de 307 hectares devenu une réserve naturelle, où se trouve le village de Tarakanovo. La maison principale a été reconstruite en 2001. Vingt-cinq mille visiteurs fréquentent le musée chaque année.

## Notes

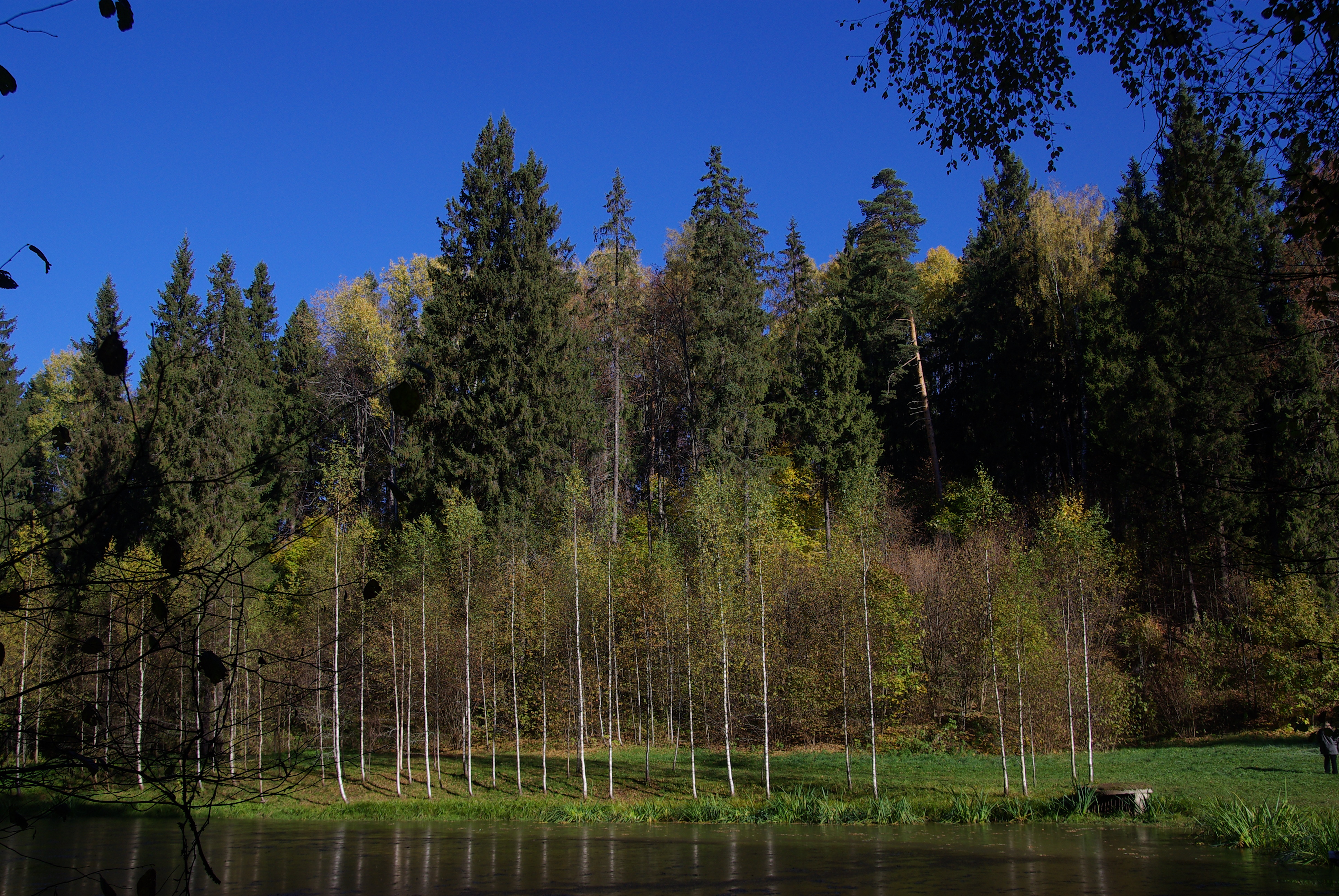
La campagne aux alentours de Chakhmatovo